# Luján de Cuyo
Luján de Cuyo est une ville de la province de Mendoza, en Argentine, située dans le Département de Luján de Cuyo. Elle fait partie du Grand Mendoza. Elle se trouve au sud de l'agglomération, sur la rive gauche du río Mendoza.

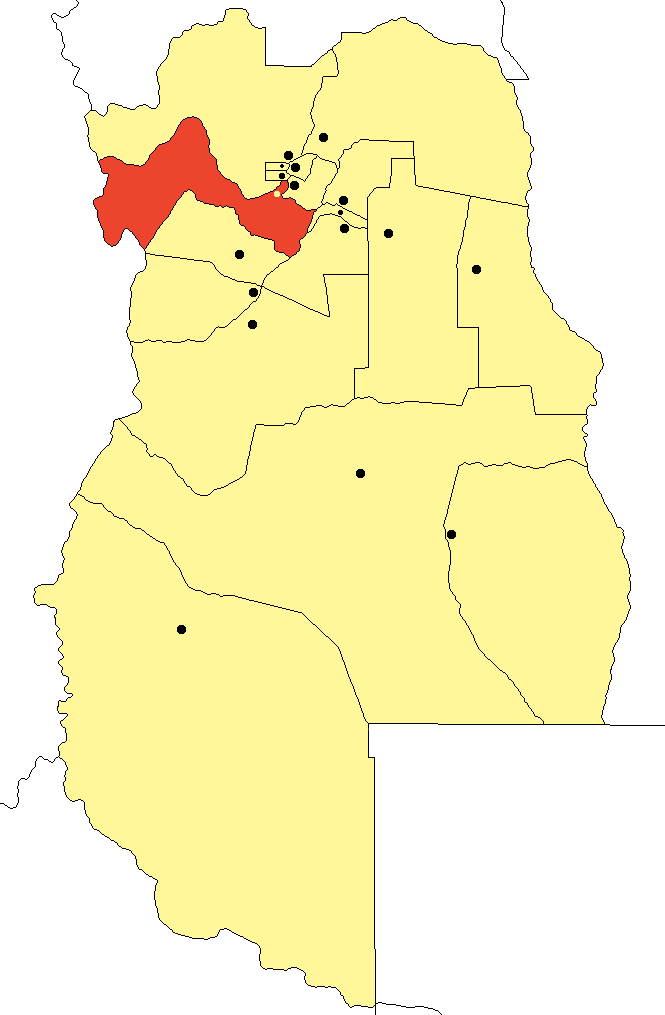
Localisation de la ville dans la province

## Population
Sa population s'élevait à 73 058 habitants en 2001, en augmentation de 34,7 % par rapport aux 54 210 habitants de 1991. C'est la sixième commune la plus peuplée de l'aire urbaine du grand Mendoza.